# Manuel Doutel de Figueiredo Sarmento
Manuel Doutel de Figueiredo Sarmento foi um administrador colonial português que exerceu o cargo de Governador no antigo território português subordinado à Índia Portuguesa de Timor-Leste entre 1751 e 1756, tendo sido antecedido por Manuel Correia de Lacerda e sucedido por Dionísio Gonçalves Rebelo Galvão, após o período de 1765 a 1768 em que o cargo esteve livre.